# Kim Münster
Kim Münster (* 1982 in Düsseldorf) ist eine deutsche Filmproduzentin und Regisseurin.

## Werdegang
Kim Münster wuchs in Wuppertal auf. Erste Erfahrungen im Bereich Film sammelte sie unter anderem beim Medienprojekt Wuppertal e. V. sowie bei Pro Sieben. Ihr 2005 an der Fachhochschule Dortmund begonnenes Kamerastudium schloss sie 2012 bei Gabriele Voss und Fosco Dubini ab. Sie war 2015 Stipendiatin des Mediengründerzentrums NRW und ist Alumna der IFS non-Fiction-Masterclass und der Akademie für Kindermedien.
2013 gründete sie die Produktionsfirma Treibsand Film. Sie ist seit 2022 im Vorstand Filmbüro NW, engagiert sich in der AG DOK West.

## Künstlerisches Wirken
Während des Studiums realisierte Münster als Regisseurin und Kamerafrau mehrere Dokumentarfilme: Verlobt ist noch nicht verheiratet (2009), über Liebesbeziehungen von Menschen mit Behinderung, den Film Das war dann einfach so (2009), in dem Trennungskinder von 14 und 15 Jahren ihre Sicht der Trennung ihrer Eltern schildern, und den Film Bin ich schön (2012) über Schönheitsideale heutiger Jugendlicher. Zudem wirkte sie als freie Filmemacherin, wobei ihr Schwerpunkt zunächst auf der Kamera-Arbeit lag, später auf Regie und Produktion. 2013 porträtierte sie für ihren Abschlussfilm Nur das Beste vier unterschiedliche Menschen, die getrieben durch ihren Perfektionismus nach stetiger Optimierung streben. Der Film mit Tina Porsche hinter der Kamera erhielt dafür eine Nominierung zum „Bildgestalterinnenpreis“ beim Internationalen Frauenfilmfestival Dortmund in Köln.
2013 initiierte und gründete Münster die Produktionsfirma Treibsandfilm GbR, die sich an der Entwicklung, Konzeption sowie Produktion von kreativen Spiel-, Serien- und Dokumentarfilmen beteiligt. Parallel tourte Münster selben Jahr mit der von ihr coproduzierten Kurzfilmreihe Points of View durch Programmkinos in Nordrhein-Westfalen. Die zehn Kurzfilme dieses Projektes wurden über eine Berliner Agentur weltweit bei Kurzfilmfestivals eingereicht. Neben Filmpreisen wie der „Killer Performance (weiblich)“ für Darstellerin Yvonne Yung Hee in Au Pair bei der 3rd Genrenale in Berlin oder dem 2. Platz in der Kategorie „International“ für Sprachlos beim Boomtown Film & Music Festival in den USA gelangte der Film Au Pair beim Shocking Shorts Award in München unter die Top10 und damit auf einen Sendeplatz des Senders 13thstreet. Der Film wurde darüber hinaus im Rahmen der Genrenale Screamer Tour Vol. 1 und des Programms UCI Midnight Movies im Mai 2015 deutschlandweit in UCI-Kinos gezeigt.
2015 erschien durch Treibsandfilm der Langzeitdokumentarfilm Coming and Going, eine Coming-of-Age Geschichte zweier Geschwisterpaare und Kindern von Wanderarbeitern aus dem chinesischen Hinterland. Der Film wurde zusammen mit Regisseurin Tianlin YU und Münster als Kreativproduzentinnen auf 25 internationalen Filmfestivals präsentiert und wurde für den First Steps Award 2015 nominiert. Er erlangte auf dem 23. Sguardi Altrove Film Festival in talien eine besondere Erwähnung in der Kategorie „Le Donne Raccontano“ (Frauen erzählen) und gewann mehrere Preise, darunter als Bester Dokumentarfilm beim WorldFest-Houston IFF  2016 (USA), den 1. Preis in der Kategorie „Board of Director’s Award Winners“ bei den North Carolina Film Awards (USA).
2018 erschien mit Treibsandfilm der Animationsfilm Bye Bye Comrade (Regie: Tianlin Xu Regie). Erzählt wird die Geschichte eines zehnjährigen Mädchens, dessen ruhiges Leben durch den plötzlichen Tod des hohen Politikers General Kuang gestört wird. Der Kurzfilm wurde von der Deutschen Film- und Medienbewertung mit dem Prädikat „wertvoll“ ausgezeichnet.
Der Dokumentarfilm Spaßmacher (Regie: Christian Meyer und Sebastian Bergfeld) wird 2019 durch Treibsandfilm produziert und porträtiert drei Protagonisten, deren Beruf es ist Spaß zu verbreiten. Spaßmacher handelt nicht nur von drei Alleinunterhaltern, sondern auch von gelebten und nicht gelebten Träumen, von Hoffnungen, Ängsten, Einsamkeit sowie der Suche nach Identität. 2020 wurde sie mit dem Film Spaßmacher für den VFF Produktionspreis beim DokFest München nominiert.
2021 produzierte und filmte sie zusammen mit dem Medienprojekt Wuppertal den Dokumentarfilm Das Zentrum des Universums – über Menchen mit narzisstischer Persönlichkeitsstörung und deren Angehörige. Der Film wurde für den Bildungs- und Aufklärungsbereich realisiert.
2022 entstand durch Treibsandfilm und erneut zusammen mit der Regisseurin Tianlin YU der Hybrid-Kurzfilm Federding. Federding fand besonders im asiatischen Raum Anklang und wurde auf dem Golden Horse Filmfestival, Taiwan als Best Documentary Short Film und beim FIRST Filmfestival als Bester Kurzfilm ausgezeichnet. Auf dem Nowness Festival, Shanghai gewann er den Publikumspreis und beim blicke Filmfestival, Bochum den Weitblick-Preis.
Münster führte 2023 Regie und realisierte gemeinsam mit ihrem Kollegen Sebastian Bergfeld den Kino-Dokumentarfilm Spielen oder nicht spielen, über zwei Schauspielerinnen mit Behinderung, die sich trotz ihres Talents mit verschiedenen Herausforderungen konfrontiert sehen. Der Film wurde beim Münchner DOK.fest uraufgeführt und startete im Oktober 2023 mit dem Kinoverleih Real Fiction in den Kinos (Weltvertrieb: NewDocs).

## Auszeichnungen
- 2016: „Frau mit Profil“ vom Kompetenzzentrum für Frauen und Arbeit[2]